# Санта-Марина
Санта-Марина (італ. Santa Marina) — муніципалітет в Італії, у регіоні Кампанія, провінція Салерно.
Санта-Марина розташована на відстані близько 330 км на південний схід від Рима, 140 км на південний схід від Неаполя, 95 км на південний схід від Салерно.
Населення — 3227 осіб (2014).
Щорічний фестиваль відбувається 18 червня. Покровитель — Santa Marina.

## Демографія
Населення за роками:

Станом на 1 січня 2023 року в муніципалітеті офіційно проживало 107 іноземців з 18 країн, серед них 39 громадян країн Євросоюзу та 6 громадян України.

## Сусідні муніципалітети
- Іспані
- Мориджераті
- Сан-Джованні-а-Піро
- Торре-Орсая
- Торторелла
- Вібонаті